# Belkot
Belkot (Nepali वेलकोट) ist ein Dorf und ein Village Development Committee (VDC) in Nepal im Distrikt Nuwakot.
Das VDC Belkot erstreckt sich in der Hügellandschaft südlich des Tadi Khola 5 km südlich von Bidur.

## Einwohner
Bei der Volkszählung 2011 hatte das VDC Belkot 7660 Einwohner (davon 3723 männlich) in 1549 Haushalten.